# Emmy Internacional 1974
A 2ª edição da cerimônia de entrega dos International Emmys (ou Emmy Internacional 1974) aconteceu em 25 de novembro de 1974, no Plaza Hotel, na cidade de Nova York, Estados Unidos.

## Histórico
As primeiras edições do Emmy Internacional contavam apenas com duas categorias, as de "Ficção" e "Não ficção", vencidas na maior parte das vezes por produções faladas em inglês, do Reino Unido e/ou Canadá. Ao longo dos anos seguintes, novas categorias foram adicionadas na premiação, abrangendo um maior número de competidores de diversos países. 

## Vencedores
- Emmy Directorate Award - Joseph V. Charyk (venceu)